# Maka (peuple)
Pour les articles homonymes, voir Maka.
Les Maka (en AGLC, mǝkaa) sont une population bantoue d'Afrique centrale vivant au sud et à l’est du Cameroun, au nord de la Guinée équatoriale et au nord du Gabon. Leur nombre total était estimé à 150 000 à la fin des années 1980.

## Ethnonymie
Selon les sources et le contexte, on observe plusieurs formes : Mäkaa, Makas, Makie, Makka. Le nom pourrait signifier "les gens des hautes herbes".

## Géographie
Le peuple Maka est installé au sud-est du Cameroun, administrativement dans la région de l'Est (Cameroun), aux confins de la savane et de la forêt autour des cours supérieurs du Nyong et de la Doumé.

## Langue
Leur langue est le maka (ou makaa), une langue bantoue dont le nombre de locuteurs était estimé à 80 000 au Cameroun en 1987.

## Culture

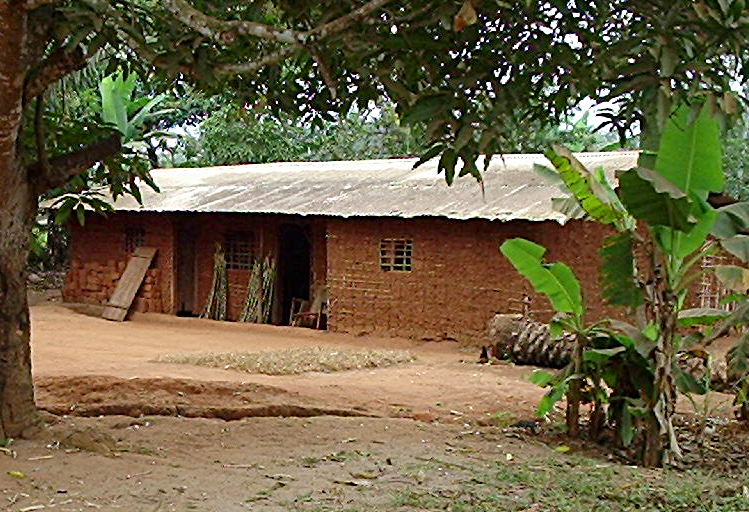
Maison en banco à l'est du Cameroun